# San Dalmazio
43° 17' 59" N 10° 55' 34" E
San Dalmazio é um bairro da comuna de Pomarance, provincia de Pisa, Toscana, Itália.

## História
San Dalmazio foi construído ao redor de um castelo do século XIX, mas já se tinha notícias em documentos históricos acerca de 1040, como borgo dependente do mosterio de San Pietro in palazzuolo.
Em 1147 foi fundado um mosterio de beneditinas, que em 1348, foi destruído por um incêndio. Papa Eugênio IV acordou indulgências para a reconstrução do mosteiro, porém, em 1511, as monjas se mudaram para Volterra.
A aldeia perdeu sua autonomia administrativa em 1775, quando foi absorvida por Pomarance.

## Monumentos
- Igreja do Século XVI, atribuida à Bartolomeo Ammannati.
- Dois oratórios, um do Instituto da Caridade e o outro de São Donnino. Neste último, pode-se visitar um cravo (chamado cravo de são Donnino) que a tradição diz ser milagroso contra as doenças.
- Casa Serafini, onde tem uma placa que diz que Giuseppe Garibaldi passou por lá de 28 de agosto à 1º de setembro de 1849.